# Sebastian Strandvall
Sebastian Strandvall (Helsinki, 16 settembre 1986) è un ex calciatore finlandese, di ruolo centrocampista.

## Carriera

### Nazionale
Il 31 ottobre 2013 ha esordito in nazionale nell'amichevole Messico-Finlandia (4-2).